# Tomás de Rocamora (religioso)
Fray Tomás de Rocamora fue un religioso y virrey español.
Nació en Orihuela. En dicha ciudad ingresa en el Convento de la Orden de los Predicadores de Nuestra Señora del Socorro y Santo Domingo. 
Fue profesor en la Universidad de Orihuela a la cual representó en varias ocasiones en diversos Pleitos en la Corte del rey Felipe IV. Era conocida su amor por las artes, que le llevó a dirigir la colección artística de la Universidad de Orihuela.
En 1644 fue elevado a obispo de Mallorca, siendo un año más tarde nombrado virrey de Mallorca por el rey Felipe IV, cargo que desempeñó hasta 1653.
| Predecesor: Juan de Santander   | Obispo de Mallorca 1644 - 1653 | Sucesor: Miguel Pérez de Nueros |
| Predecesor: José Pérez de Pomar | Virrey de Mallorca 1645 - 1646 | Sucesor: Vicente Ram de Montoro |